# Знак гідності Голови Української Держави

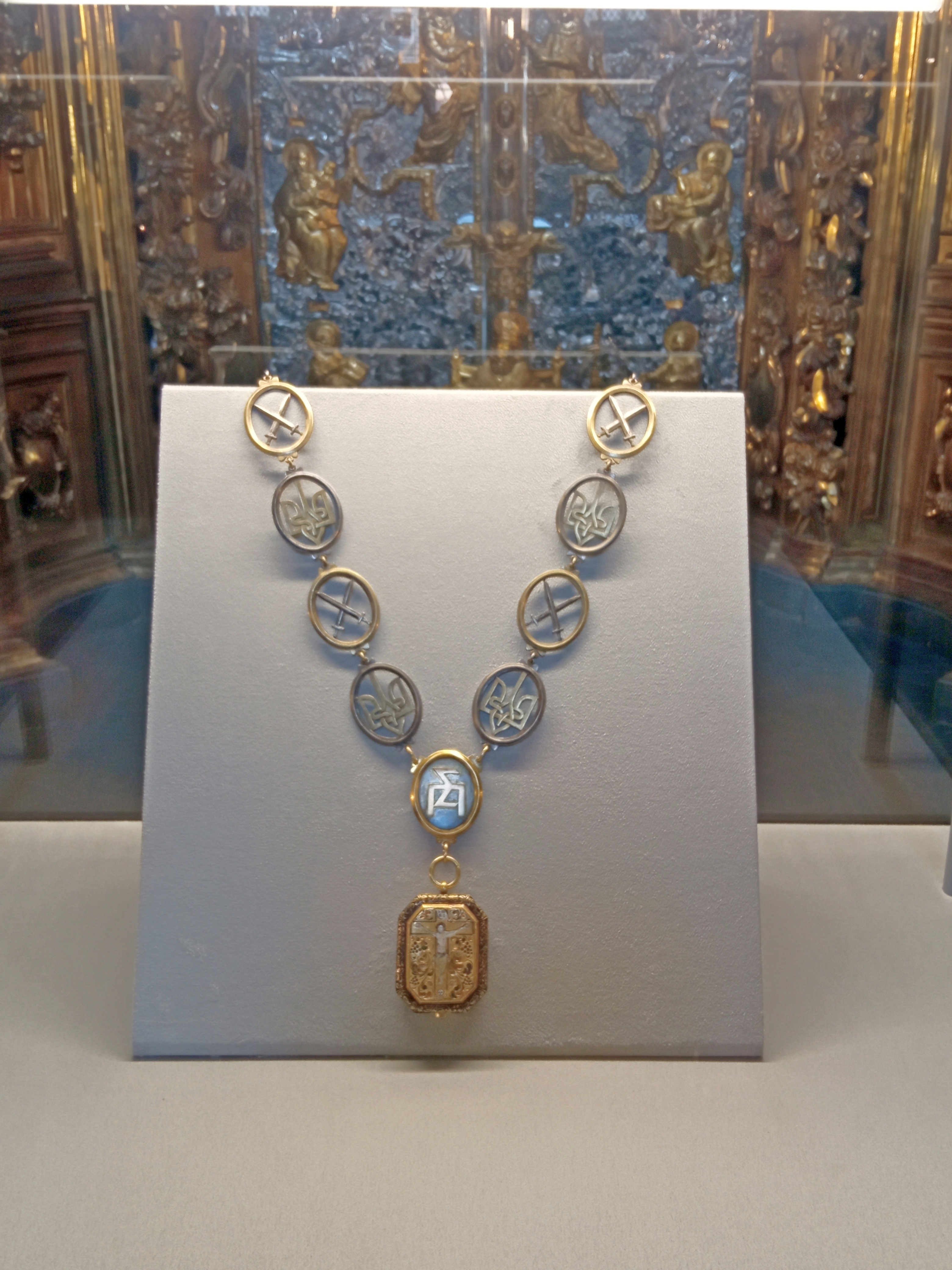
Знак гідності Голови Української Держави

Знак гідності Голови Української Держави, або Клейнод гетьмана Івана Мазепи — знак влади Президентів УНР в екзилі. Писемних документальних свідчень про те, що мощехранительниця, яка є головним елементом Знака, належала гетьману Івану Мазепі, не збереглося.

## Історія

### Створення знаку
У 1936 році професор Варшавського університету, посол УНР у Варшаві і міністр культури уряду УНР у екзилі Роман Смаль-Стоцький за власні кошти придбав випадково у одного колекціонера мощехранительницю, що за переказами належала гетьману Лівобережної України Івану Степановичу Мазепі. Цей мощовик Роман Смаль-Стоцький передав від себе як дарунок уряду УНР. За кошти уряду і на пожертви «українського громадянства на рідній землі і в розсіянні сущого» варшавські ювеліри виготовили оздоблення до ладанки — срібний ланцюг — колар з 20-ма медальйонами.

### У власності Уряду УНР в екзилі

Проект Великого герба України Миколи Битинського. Щит оточений ланцюгом Знака гідності Голови Української Держави.

Про функціонування клейноду Івана Мазепи збереглися небагаті відомості.
Постанова екзильного уряду УНР від 14 жовтня 1937 року, підписана Головою Ради Міністрів УНР В'ячеславом Прокоповичем, «щасливо до наших часів збережений клейнод Гетьмана Івана Мазепи» визнала «видимим знаком гідності кожночасного Голови нашої Держави».
Незважаючи на високий статус цієї відзнаки, на рівні уряду УНР в екзилі їй так і не надали належного наукового, документального забезпечення та правового визначення меж функціонування.
Клейнод зберігався, згідно з законом, в руках президента Андрія Лівицького у Варшаві. Під час німецької окупації клейнод було передано професору Роману Смаль-Стоцькому, який тоді перебував у Празі. Професор зберігав його аж до закінчення війни та вивіз до Німеччини й восени 1945 року передав у місті Оффенбах назад президенту УНР.
Клейнод гетьмана Івана Мазепи останній Президент УНР Микола Плав'юк передавав через Патріарха Київського і Всієї України Мстислава Голові Верховної Ради України Іванові Плющу, який передав її Президенту України Леонідові Кравчуку

### В незалежній Україні
Верховна Рада України так і не прийняла спеціальну ухвалу щодо статусу відзнаки.
Клейнод був переданий з кабінету Леоніда Кравчука до Орденської комори Адміністрації Президента України на початку липня 1994 року. Знаючи про наявність реліквії, Відділ державних нагород запропонував використати клейнод гетьмана Івана Мазепи під час інавгурації Президента України Леоніда Кучми 19 липня 1994 року, але цю пропозицію відхилили.
Вдруге про можливе використання клейноду Івана Мазепи Управління державних нагород та геральдики Адміністрації Президента України нагадало законодавчому органу 14 січня 2005 року.
В листі до Верховної Ради України йшлося про доцільність використання клейноду під час інавгурації 23 січня новообраного Президента України Віктора Ющенка разом з іншими реліквіями: булавою і прапором гетьмана Богдана Хмельницького. У доповідній записці Управління державних нагород та геральдики наголошувалося на тому, що залучення до церемонії інавгурації як історичних раритетів також і клейноду Івана Мазепи підкреслило б спадкоємність і неперервність розвитку української державності. Вперше на церемонії інавгурації глави Української держави клейнод був використаний як історичний експонат-раритет української державності.

## Опис реліквії

Мощехранительниця — головний елемент Знаку гідності.

Для здійснення мистецтвознавчої експертизи клейноду Івана Мазепи представники Секретаріату Президента України звернулися до фахівців Національного музею історії України. На підставі проведення фахівцями ретельної експертизи встановлено, що медальйон-мощовик виготовлено у Центрально-Східній Європі на початку XVIII століття. У листі-відповіді від 11 лютого 2005 року ретельно описано клейнод.
Матеріали і техніка — золото, лиття, гравірування із застосуванням виїмчастої емалі. Розмір мощовика — 54×43 мм, товщина — 17 мм. Він має восьмикутну форму, складається з двох коробчастих частин, які поєднуються за допомогою гачка і отвору вгорі та гвинта внизу. По периметру лицьової і зворотної площин мощовик прикрашено рамкою з рослинним орнаментом, заповненим чорною емаллю.
На лицьовому боці мощовика розміщено зображення хреста з Розп'яттям за латинською традицією. Про це свідчать натуралістичність зображення, його іконографія та літери над головою Христа «I.N.R.I.» (ІСУС ІЗ НАЗАРЕТА ЦАР ЮДЕЙСЬКИЙ). Поле навколо Розп'яття заповнено емалевими паростками виноградної лози з гронами червоного кольору та листя аканфа.
На зворотному боці мощовика на золотому тлі, декорованому стилізованим зображенням незабудок та паростками виноградної лози з гронами, зображені знаряддя страждань Христа. В нижній частині — в центрі розміщено герб Івана Мазепи, над яким вгорі розташовано літери «ІМ» та «Г» внизу (Іван Мазепа — гетьман).
Відсутність повної абревіатури гетьманського титулу породило певний сумнів щодо належності мощовика гетьману Івану Мазепі, чи то виготовлення його на замовлення гетьманського двору. Збережені до нашого часу тогочасні пам'ятки, пов'язані з іменем Івана Мазепи, здебільшого демонструють поєднання ініціалів гетьмана з абревіатурою гетьманського титулу. Але скорочену абревіатуру гетьманського титулу Івана Мазепи після настирливих пошуків все ж вдалося розшукати, що й наштовхнуло дослідників на можливість датування мощовика початком XVIII ст. За часи гетьманства Івана Мазепи були дуже поширені папірні, що належали катедрам та монастирям, на яких виробляли папір високої якості. Саме на водяному знаку з паперу, що походив з виробництва, яке заклав Іван Мазепа у Чернігові, і було виявлено зображення герба гетьмана і напис «ІОАНЪ Мазепа Гетманъ».
Якщо датування часу появи мощовика сягає початку XVIII століття, то його особисту належність Івану Мазепі встановити остаточно неможливо. Правдоподібною є версія, що мощовик був виготовлений вже після смерті Івана Мазепи з метою увічнення пам'яті гетьмана і зберігався у соратників Мазепи або його близьких родичів.
Мощовик кріпиться до ланцюга, який складається з 20-и овальних пластин-медальйонів, виготовлених зі срібла 800-ї проби. З них 19-ть медальйонів — ажурні, поєднані кільцями з прорізними зображеннями, 10-ть медальйонів мають зображення позолоченого тризуба у срібному обрамуванні, а 9-ть — перехрещених срібних мечів у позолоченому окутті. На 20-му — центральному — медальйоні, до якого власне і кріпиться мощовик, зображено позолочені літери «ΣП» на срібному тлі, обрамленому позолоченою пружкою. Це вензель Симона Петлюри.
На зворотному боці центрального медальйона — гравірований напис у п'ять рядків:
У верхній частині медальйона розміщено 2 клейма: одне у формі чоловічої голови в шоломі, повернутої праворуч, з літерою «W» та цифрою «3», що означає 800-у пробу срібла та вказує на місце виготовлення — Варшава. Зазначене клеймо перебувало у вжитку з 1931 року. Можна припустити, що виготовлення ланцюга здійснювалося у 1936 році на тій же самій приватній варшавській фірмі «Й.Квекзілбер», де і перші знаки ордена Симона Петлюри.
На зворотному боці 19-и медальйонів у верхньому півколі розміщено напис:
у нижньому півколі напис: